# وانچنا (استان اشوی‌داشکسیه)
وانچنا (به لاتین: Łączna) یک روستا در لهستان است که در گمینا وانچنا واقع شده‌است. وانچنا ۷۸۰ نفر جمعیت دارد.